# Paravaejovis gravicaudus
Espèce
Synonymes
- Vaejovis gravicaudus Williams, 1970
- Hoffmannius gravicaudus (Williams, 1970)

Paravaejovis gravicaudus est une espèce de scorpions de la famille des Vaejovidae.

## Distribution
Cette espèce est endémique du Mexique. Elle se rencontre en Basse-Californie du Sud et en Basse-Californie.

## Description
Le mâle holotype mesure 59,7 mm et la femelle paratype 65,1 mm.

## Systématique et taxinomie
Cette espèce a été décrite sous le protonyme Vaejovis gravicaudus par Williams en 1970. Elle est placée dans le genre Hoffmannius par Soleglad et Fet en 2008 puis dans le genre Paravaejovis par González Santillán et Prendini en 2013.

## Publication originale
- Williams, 1970 : « Scorpion fauna of Baja California, Mexico: Eleven new species of Vejovis (Scorpionida: Vejovidae). » Proceedings of the California Academy of Sciences, sér. 4, vol. 37, p. 275-331 (texte intégral).